# Nowa Czartoria
Nowa Czartoria (ukr. Нова Чортория, Nowa Czortoryja) – wieś na Ukrainie, w obwodzie żytomierskim, w rejonie lubarskim, nad rzeką Słucz. W 2001 roku liczyła 1886 mieszkańców.

## Zabytki
- pałac – pod koniec XIX wieku istniał położony nad drogą dom mieszkalny dziedzica w kształcie pałacyku[1]
- zamek – w dawnych czasach był tu zamek obronny, z którego pod koniec XIX wieku pozostały tylko ślady wałów[1].